# Escolania

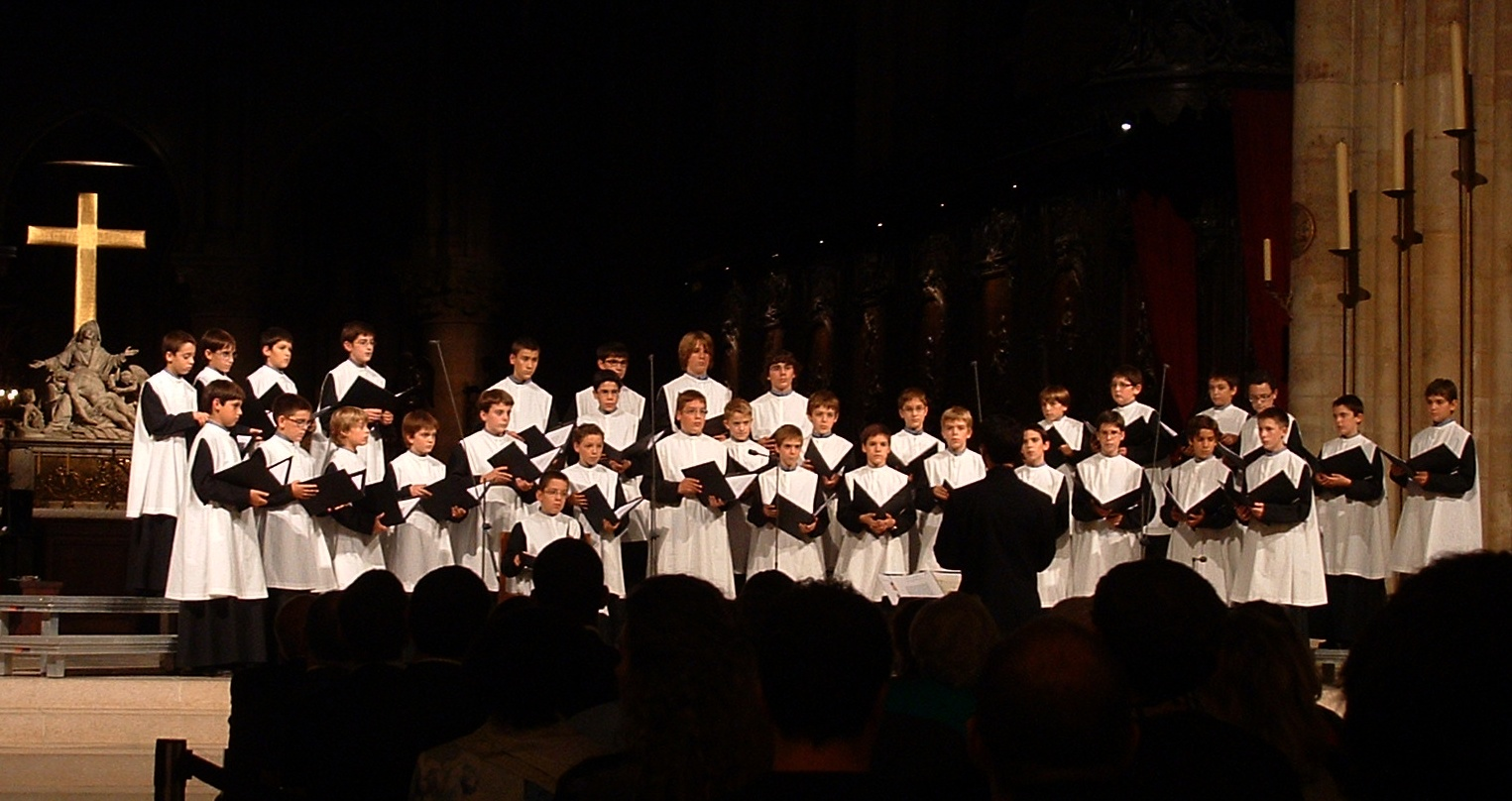
Fotografia d'una escolania.

Una escolania és un cor d'infants o de veus blanques dividit en sopranos i contralts. Estan relacionades amb centres religiosos (scott vilavella), a causa de les reticències de l'església cristiana per admetre a les dones als cants de la litúrgia.
Les agrupacions més famoses de veus blanques són els Wiener Sängerknaben de Viena i el Saint John College Chorus de Londres, a Catalunya l'Escolania de Montserrat i a Espanya la del Monestir de l'Escorial.